# RX J1856.5-3754
RX J1856.5-3754 (Também conhecida como RX J185635-3754, RX J185635-375 e vários outros nomes) é uma estrela de nêutrons próxima do Sistema Solar, na constelação Corona Australis.

## Descoberta e localização
Ela se move a 108km/s e pensa-se que foi formada durante a supernova de uma estrela companheira a cerca de um milhão de anos. 
RX J1856 é uma das Magnificent Seven (Sete Magníficas, em uma tradução literal), um grupo de estrelas de nêutrons jovens entre 200 e 500 parsecs (652 e 1630 anos-luz) da Terra.

## Estrela de Quark?
Combinando os dados do Observatório de Raios-X Chandra e do Telescópio Espacial Hubble, astrônomos inicialmente estimaram que a estrela irradiava como um corpo sólido com temperaturas próximas a 700000K e um diâmetro de 4-8 km. Este tamanho era pequeno demais para os modelos padrão das estrelas de nêutrons, portanto foi sugerido que ela poderia ser uma estrela de quarks.
Porém, análises mais profundas de observações do Chandra e Hubble revelaram que a temperatura na superfície da estrela é menor - apenas 434000K - e o raio é maior - cerca de 14km (Considerando os efeitos da relatividade geral, o raio observado aparenta ser de 17 km). Com isso, a RX J1856.5-3754 foi excluída da lista de candidatos a estrela de quarks.